# Hector de Maris
Hector de Maris (ou Heitor de Mares) é uma das figuras mitológicas do ciclo arturiano, um dos componentes da Távola Redonda. Era filho ilegítimo do Rei Ban de Benoic e da Senhora de Maris. Como tal, era meio-irmão de Lancelote. Era primo de Sir Boors e de Sir Lionel

## Mito
Hector participou das Lutas pelo Graal, mas é um dos muitos cavaleiros que revelam-se indignos de alcançar seu objetivo. Na busca pelo Santo Graal do Ciclo Vulgar, Hector e Gawain estão viajando juntos quando avistam uma capela arruinada, em que pousam à noite. Cada um deles tem, ali, um sonho maravilhoso. Na manhã seguinte, quando narram um ao outro suas visões respectivas, avistam "uma Mão, exibida até o cotovelo, coberta por um samit (espécie de seda luxuosa da Idade Média) vermelho, que pendurou então uma brida, simples, e segurou dentro do punho uma vela que não clareava direito, colocando-os para fora, entrando na capela e desaparecendo, sem que eles vissem onde". Para Jessie Weston essa narrativa é uma variação "ignorante" da Mão-Negra de outros romances da Ciclo do Graal.
Quando Lancelote é flagrado em seu romance com Guinevere, Hector junta-se ao seu irmão e leva sua corte consigo. Torna-se um dos comandantes de Lancelote, participando da batalha para salvar a rainha da execução, e o "Jovem Guarda". Como todos de sua família, une-se a Lancelote na França, quando são expulsos do reino de Arthur, e auxiliou a defesa dos filhos de Mordred, derrotados após a batalha de Camlann.
Há outro Hector em lenda Arturiana, Sir Ector, pai de Sir Kay, que era o pai adotivo do Rei Arthur.